# Səməd ağa Ağamalıoğlu

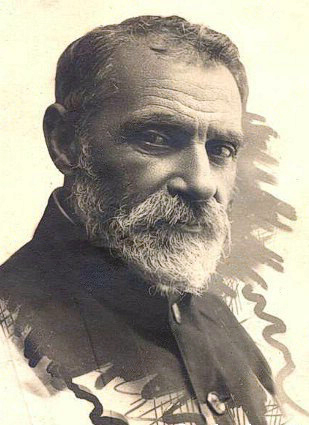
Səməd ağa Ağamalıoğlu

Səməd ağa Ağamalıoğlu (russisch Самад ага Агамалы-оглы/Агамали-оглы; * 15.jul. / 27. Dezember 1867greg. in Qıraq Kəsəmən, Kreis Kazach, Gouvernement Elizavetpol', Russisches Kaiserreich; † 6. Oktober 1930 in Moskau) war ein aserbaidschanischer Politiker, der nach der Machtübernahme der Bolschewiki in Aserbaidschan 1920 hohe Regierungsämter bekleidete, und ein Vorkämpfer kulturrevolutionärer Umgestaltungen in Aserbaidschan und anderen muslimisch geprägten Gebieten der UdSSR. Er gilt insbesondere als „spiritus rector“ der aserbaidschanischen und sowjetischen Bewegung für die Einführung des Lateinalphabetes der 1920er/1930er Jahre.

## Auf dem Weg zum Politiker: die ersten fünf Lebensjahrzehnte (1867–1917)
Səməd ağa Ağamalıoğlu wurde am 27. Dezember 1867 als Sohn eines wohlhabenden Beys im Dorf Qıraq Kəsəmən unweit von Elizavetpol' (heute Gəncə) geboren. Erste Unterweisungen erhielt er bei einem Mullah. Ab 1877 beschritt er den russischen Bildungsweg. Dem Abschluss einer einjährigen Vorbereitungsklasse am Progymnasium von Elizavetpol' folgte der Besuch des militärischen Progymnasiums der nordkaukasischen Festungsstadt Vladikavkaz. 1887 beendete er eine Ausbildung zum Landvermesser an der Landvermesserschule (zemlemerno-techničeskoe učilišče) von Tiflis und arbeitete als solcher bis 1912 im Staatsdienst. Unterbrochen wurde diese Tätigkeit 1896, als Ağamalıoğlu für kurze Zeit eine Anstellung beim Bakuer Öl-Unternehmer Ter-Arutjunov fand, und von 1897 bis 1903, als er sich in sein Heimatdorf zurückzog und dort als Schreiber arbeitete.
Wie bei vielen aserbaidschanischen Bolschewiki wurzelte Ağamalıoğlus spätere politische Tätigkeit im radikalen Flügel der muslimischen Aufklärungsbewegung. Das Leiden an der als elend und rückständig empfundenen Lebenswelt der transkaukasischen Muslime traf hier auf die Überzeugung, dass Fortschritt nur durch die rigorose Übernahme europäischer Kulturtechniken erreicht werden könne. Seit Ende der 1880er Jahre war er Mitglied wechselnder und kurzlebiger aufklärerischer Zirkel. Deren begrenzte Reichweite überschritt er nach der Jahrhundertwende mit der Veröffentlichung von zahlreichen Artikeln in verschiedenen transkaukasischen Zeitungen. Er schaltete sich hier mit Beiträgen zur Frauenfrage, den Problemen der aserbaidschantürkischen Literatursprache, der Möglichkeit einer Latinisierung des arabischbasierten Schrifttums der transkaukasischen Türken sowie zu Problemen der Landwirtschaft in den aserbaidschanischen Modernisierungsdiskurs ein.
Nach Ausbruch des Russisch-Japanischen Krieges 1904 trat Ağamalıoğlu erstmals als politischer Aktivist in Erscheinung. Als Mitglied einer Untergrundgruppe verteilte er Flugblätter, in denen zum Sturz des Zaren aufgerufen wurde. Im Jahr der Russischen Revolution von 1905 gründete er in Elizavetpol' mit Gleichgesinnten die Muslimische Sozialistische Demokratische Arbeiterpartei, einen lokalen Ableger der Tifliser Hümmət. Seine politischen Überzeugungen waren zu diesem Zeitpunkt aber nicht – auch wenn dies der Parteiname suggerieren mag – das Produkt irgendeiner Beschäftigung mit marxistischer Literatur. Dennoch spielte auch für Ağamalıoğlu die soziale Frage eine zentrale Rolle. In einer damals im Schatten armenisch-muslimischer Pogrome gehaltenen Rede setzte er seinen in einer Moschee versammelten muslimischen Zuhörern auseinander, dass es in der zu wählenden russischen Staatsduma nicht etwa darum gehen würde, religiöse Zwistigkeiten zwischen Muslimen und Christen auszutragen, sondern einen finanziellen Ausgleich zwischen Arm und Reich zu erwirken.
1913 erkrankte Ağamalıoğlu an einer von ihm selbst als „Rheuma“ bezeichneten Krankheit, die ihn bis 1916 ans Bett fesselte und bis an sein Lebensende plagen sollte. Vermutlich musste er aufgrund dieses Leidens den körperlich anstrengenden Dienst als Landvermesser endgültig quittieren, für den er alljährlich von April bis Oktober die russischen Gouvernements Transkaukasiens bereist hatte.
Nach der Februarrevolution und dem Rückzug der Zentralmacht aus Transkaukasien 1917 trat Ağamalıoğlu – immer noch geschwächt – der RSDRP bei und wurde Mitglied des Rates der Arbeiter, Bauern und Soldaten von Elizavetpol'. Er verließ aber die Partei nach kurzer Zeit wieder, da er befürchtete, von seiner muslimischen Umgebung als Handlanger russischer Interessen wahrgenommen zu werden, und wurde erneut Mitglied der Tifliser Hümmət, die im Gegensatz zur gleichnamigen bolschewistischen Partei in Baku einem menschewistischen Kurs folgte.

## Abgeordneter im Transkaukasischen Sejm und dem Parlament der Demokratischen Republik Aserbaidschan (1918–1920)
Im Februar 1918 reiste Ağamalıoğlu als Deputierter des Transkaukasischen Sejms, dem Parlament der kurzlebigen Transkaukasischen Demokratisch-Föderativen Republik, nach Tiflis. Nach deren Zerfall und der Ausrufung der Demokratischen Republik Aserbaidschan am 28. Mai 1918 blieb Ağamalıoğlu noch bis Ende November selbigen Jahres in Tiflis. Dort beschäftigte er sich seit Juni mit der Herausgabe der von ihm gegründeten Organe der menschewistischen Hümmət: der türkischsprachigen Gələcək (Zukunft) und der russischsprachigen Probuždenie (Erwachen). Auf ihren Seiten kritisierte er während der nächsten zwei Jahre u. a. die Politik der aserbaidschanischen Regierungspartei Müsavat, die zeitweilige türkische und britische Okkupation transkaukasischer Gebiete und forderte die Durchführung einer Bodenreform.
Als sich am 8. Dezember 1918 in Baku das aserbaidschanische Parlament konstituierte, wurde Ağamalıoğlu als eines von 13 Mitgliedern der sozialistischen Fraktion Teil der parlamentarischen Opposition. Wie sehr sich seine Positionen zu dieser Zeit von den Bolschewiki unterschieden, die das Parlament boykottierten, lässt sich zumindest teilweise seiner zu Beginn der 1920er Jahre für seine Kaderakte entstandenen Autobiographie entnehmen: Eine Revolution sei zwar immer sein eigentliches Ziel gewesen, doch habe er am Parlamentarismus aus Angst davor festgehalten, dass eine verfrühte Revolution zu einem erneuten Ausbruch ethnischer Pogrome führen könne. Er sei der Auffassung gewesen, dass nur eine parlamentarische Regierung für die geordneten Verhältnisse sorgen könne, die für den Aufbau einer revolutionären Front vonnöten seien. Im Oktober 1919 stimmte er als Leiter der parlamentarischen Agrarkommission gar einem Aussetzen der Gespräche über eine Bodenreform zu, obwohl er eine solche angeblich schon lange vor der Jahrhundertwende als einziges Mittel zur Beseitigung ländlicher „Verderbtheit, Rückständigkeit und Trägheit“ erkannt hatte. Auch nach der Gründung der Aserbaidschanischen Kommunistischen Partei (Bolschewiki) im Februar 1920 als einer Fusion der Bakuer Filiale der Kommunistischen Partei Russlands (Bolschewiki), verschiedener Zellen der Hümmət und der Ədələt blieb Ağamalıoğlu Mitglied des menschewistischen Flügels der Hümmət. Den Übertritt in die Aserbaidschanischen Kommunistischen Partei vollzog er kurioserweise erst Monate nach der Machtübernahme der Bolschewiki in Aserbaidschan, als er schon längst Mitglied der neuen sowjet-aserbaidschanischen Regierung geworden war. Dennoch scheint sich Ağamalıoğlu schon vor dem Fall der Demokratischen Republik Aserbaidschan radikalisiert und den Bolschewiki angenähert zu haben. So markierte 1919 das Jahr, in dem er sich wohl erstmals mit den Schriften Lenins (nämlich: Staat und Revolution und Die proletarische Revolution und der Renegat Kautsky) auseinandersetzte.

## Sowjetischer Politiker und Kulturrevolutionär (1922–1929)

### Volkskommissar für Landwirtschaft (1920–1921)
Am 28. April 1920 übernahmen die Bolschewiki in Baku die Macht. Noch am Abend desselben Tages trat Ağamalıoğlu das ihm angebotene Amt des Volkskommissars für Landwirtschaft an und wurde so Mitglied des ersten aserbaidschanischen Rates der Volkskommissare (Sovnarkom). Eine Woche darauf, am 5. Mai, erließ er ein Dekret über die Nationalisierung des Bodens. Entsprechend diesem Dekret entstanden landesweit lokale Bodenkommissionen, die insgesamt 1,3 Millionen Desjatinen Land unter der Landbevölkerung verteilten, das bis dahin den ländlichen Eliten – den Beys und Khanen – gehört hatte.

### Staats- und Parteiämter seit 1922
Am 28. April 1922 wurde Ağamalıoğlu auf dem II. aserbaidschanischen Rätekongress zum Vorsitzenden des Aserbaidschanisches Zentrales Exekutivkomitee (AzCIK) gewählt, als dessen Stellvertreter er bereits seit 1921 fungiert hatte. Seit dem 15. Januar 1923 war er einer der drei Vorsitzenden des Zentralen Exekutivkomitees der Transkaukasischen Sozialistischen Föderativen Sowjetrepublik (CIK ZSFSR), einem neu gegründeten Zusammenschluss der drei transkaukasischen Sowjetrepubliken. Am 19. März 1925 wählte man ihn ins Präsidium des Zentralen Exekutivkomitees der UdSSR (CIK SSSR). Neben seinen Regierungsämtern besetzte er auch höhere Positionen innerhalb der Parteihierarchie, wurde Mitglied des Zentralen Exekutivkomitees der Kommunistischen Partei Aserbaidschans (CIK AKP[b]) und des Transkaukasischen Komitees der Kommunistischen Partei der Sowjetunion (Zakkrajkom VKP[b]).

### Die Einführung Neuen Türkischen Alphabetes
Die zweite Phase von Ağamalıoğlus Regierungstätigkeit stand unter dem Zeichen von ihm maßgeblich mitgestalteter radikaler kulturpolitischer Kampagnen sowohl innerhalb der Aserbaidschanischen Sowjetrepublik als auch im gesamten sowjetischen Orient. Diese Kampagnen zielten auf einen Bruch in der Lebenswelt und Tradition der Muslime zugunsten einer modernen Lebensweise, die im Verständnis von Ağamalıoğlu und seinen Mitstreitern europäischen Vorbildern entlehnt war. Zentrales Element und Ausgangspunkt war dabei die Umstellung des arabischbasierten aserbaidschanischen Schrifttums auf ein Lateinalphabet. Das alte arabische Alphabet, so erklärte er im August 1922 gegenüber Lenin, sei dem Großteil der Bevölkerung unzugänglich, ließe sich nur mit großem Aufwand erlernen und ein Nicht-Araber könne es nie völlig sicher beherrschen. Die Lateinschrift hingegen, schrieb er 1928, erlaube nicht nur die schnelle Alphabetisierung der vormals illiteraten Massen "des rückständigen Orients", es "revolutioniert das Bewusstsein der Massen und bereitet so den Boden vor für die Überwindung tief verwurzelter ehrwürdiger Traditionen."
Von Beginn seiner Amtszeit als Vorsitzender des AzCIK an machte Ağamalıoğlu die Einführung der Lateinschrift zur Chefsache. Bereits im April hatte eine Lateinkommission einen auf den Namen Neues Türkisches Alphabet (Yəni türk əlifbası) getauften Entwurf vorgelegt. Wenig später wurde diese Kommission dann als Komitee für das Neue Türkische Alphabet (KNTA) ans AzCIK angegliedert. Ağamalıoğlu übernahm das Amt des "Ehrenvorsitzenden und politischen Vorsitzenden". Bereits im Juli 1922 forderte er erstmals alle aserbaidschanischen Behörden auf, sich mit dem Neuen Türkischen Alphabet vertraut zu machen und in ihm abgefasste Schriftstücke anzunehmen. Am 20. Oktober 1923 setzte er seine Unterschrift unter ein gemeinsames Dekret des AzCIK und des Aserbaidschanischen Rates der Volkskommissare (AzSNK), das die neue Lateinschrift zum mit der arabischen Schrift gleichberechtigten Staatsalphabet erklärte. Ein Dekret des AzCIK und AzSNK vom 22. Juli 1928 legte den Stichtag für den endgültigen Übergang vom arabischen zum Lateinalphabet auf den 1. Januar 1929.
Parallel zur Einführung der neuen Schrift in Aserbaidschan begann Ağamalıoğlu bereits 1922, bei den Regierungen anderer sowjetischer Turkvölker für das Neue Türkische Alphabet zu werben. In einem von ihm im Dezember dieses Jahres an die Volksbildungskommissariate Turkestans, Tatarstans, Chivas und der Krim geschickten Rundschreiben ließ er diese wissen, dass man in Aserbaidschan schriftpolitisch auch an den "kulturellen Fortschritt" der anderen Turkvölker denke. Im Herbst 1924 machte Ağamalıoğlu sich dann mit einer kleinen Delegation auf eine Werbetour für die neue Schrift in die Republiken Krim, Tatarstan, Baschkirien und Turkestan, ohne die dortigen Regierungen von der Notwendigkeit eines Schriftwechsels überzeugen zu können. Vom 26. Februar bis 6. März 1926 fand in Baku der 1. Allunions-Turkologiekongress in Baku unter der Leitung Ağamalıoğlus statt. Am Ende des Kongresses wurde von der großen Mehrheit der Delegierten überraschend eine Resolution verabschiedet, nach der "mit Blick auf das neue Lateinalphabet [...] alle Turkvölker und anderen Völker die Erfahrung und die Methoden Aserbaidschans [...] studieren und eine Einführung dieser Reform auf dem eigenen Territorium in Betracht ziehen" sollten. Das deutliche Votum (101 Ja- gegen 9 Neinstimmen) war von Ağamalıoğlu und anderen Lateinbefürwortern parallel zum Kongressgeschehen hinter verschlossenen Türen auf den Sitzungen der Partfrakcija (Parteifraktion) vorbereitet worden, an denen die Delegierten des Kongresses teilnahmen, die gleichzeitig Mitglieder der Kommunistischen Partei waren. Direkt im Anschluss an den Kongress begann Ağamalıoğlu mit dem Aufbau einer Organisation, die die Einführung des Lateinalphabetes in den türksprachigen Gebieten der UdSSR koordinieren sollte. Mit der Anerkennung des Allunionskomitees für das Neue Türkische Alphabet (Vsesojuznyj Komitet Novogo Tjurkskogo Alfavita) unter dem Vorsitz von Ağamalıoğlu durch das Orgbüro des Zentralkomitees der KPdSU vom 28. Februar 1927 und einer Weisung des Zentralen Exekutivkomitees der KPdSU vom Mai im gleichen Jahr, nach der nun mit der Einführung der Lateinschrift in den Republiken und nationalen Gebieten begonnen werden könne, waren die wichtigsten Weichen für die Latinisierung in weiten Teilen des sowjetischen Orients gestellt. Bis zu Ağamalıoğlus Tod im Oktober 1930 wurde das neue Alphabet für 37 Sprachen der Sowjetunion (darunter nur 18 Turksprachen) eingeführt.

## Politischer Rückzug und Tod (1929–1930)
Am 19. September 1929 vermeldete das Bakuer Parteiorgan Bakinskij Rabočij in einer unscheinbaren Mitteilung, dass Ağamalıoğlu am Vortag von seinem Amt als Vorsitzender des Zentralen Exekutivkomitees Aserbaidschans durch seinen Stellvertreter Sultan Məcid Əfəndiyev kommissarisch abgelöst worden war. Drei Monate später verlor Ağamalıoğlu auf Beschluss des Vorsitzenden des Zentralen Exekutivkomitees der Transkaukasischen Sozialistischen Föderativen Sowjetrepublik vom 26. Januar 1930 auch seinen Posten als einer der drei Vorsitzenden dieser Behörde.
Bereits im Sommer 1929 hatte Stalin beschlossen, die Partei- und Staatsführung Aserbaidschans auszutauschen. Einer eigens nach Baku beorderte Abordnung der Zentrale Kontrollkommission der KPdSU fiel es nicht schwer, hierfür triftige Gründe aufzutun: das Scheitern von Kulturrevolution und dem ersten Kollektivierungsversuch am Widerstand der aserbaidschanischen Bevölkerung, die Affäre um die aserbaidschanische GPU, die, ohne Moskau davon in Kenntnis zu setzen, massenhaft Erschießungen durchgeführt hatte, die Herausbildung einer nationalen politischen Klasse, in der sich immer deutlicher alte Clan- und Familienbeziehungen reproduzierten, sowie der Skandal um den Zentralen Frauenklub Ali Bajramov in Baku, den führenden Kommunisten – darunter wohl auch Ağamalıoğlu – benutzt hatten, um sich neue Frauen zuzuführen. In aserbaidschanischen Emigrantenkreisen kursierte 1930 gar das Gerücht, Ağamalıoğlu habe 1929 nach dem Tod seiner Frau seine 18-jährigen Sekretärin zur Ehe mit ihm gezwungen und damit Moskau den eigentlichen Grund geliefert, ihn zu entmachten. Sein im Herbst 1929 beginnender Rückzug aus der Politik stand aber wohl nicht in ursächlichem Zusammenhang mit der Säuberungswelle dieses Jahres. So schreibt der Historiker Jörg Baberowski, dass Ağamalıoğlu aufgrund seines sich rapide verschlechternden Gesundheitszustandes verschont worden sein soll. Bereits im August waren ihm beide Beine amputiert worden, seitdem saß er im Rollstuhl.
Am 6. Oktober 1930 starb Ağamalıoğlu nach langer Krankheit in Moskau. Am Folgetag erschien auf den Seiten der sowjetischen Regierungszeitung Izvestija ein Nachruf, der vor allem seine Verdienste in der Latinisierungsbewegung hervorhob. Sein Leichnam wurde am 9. Oktober in den Rykov-Klub im Haus der Sowjets überführt und am 10. Oktober der Öffentlichkeit zugänglich gemacht. Noch am Abend desselben Tages fand die Einäscherung statt. Ağamalıoğlus sterblichen Überreste wurden wie die des ersten Staatschefs der Aserbaidschanischen Sozialistischen Sowjetrepublik Nəriman Nərimanov an der Kremlmauer auf dem Roten Platz beigesetzt.

## Nachleben
In einer Rede von 1936 prägte der Parteichef der Aserbaidschanischen SSR Mir Cəfər Bağırov in Anlehnung an den 1925 verstorbenen ersten Vorsitzenden des aserbaidschanischen Rates der Volkskommissare Nəriman Nərimanov den Kampfbegriff der Narimanovščina (Narimanovtum). Über diesen wurde während der „Säuberungen“ von 1936 bis 1938 die Riege der ersten aserbaidschanischen Kommunisten unabhängig von ihrer tatsächlichen Haltung zu Nərimanov kollektiv als Volksfeinde markiert. Auch der bereits seit über zehn Jahren verstorbene Nərimanov wurde posthum bestraft, indem man alles, was im öffentlichen Raum an den verfemten aserbaidschanischen Revolutionsführer erinnerte – Denkmäler, Gedenktafeln, Schriften in den Bibliotheken – aus diesem entfernte. Jörg Baberowski geht davon aus, dass so auch mit dem Andenken Ağamalıoğlus verfahren worden sei. Inwieweit dies aber tatsächlich der Fall war, ist unklar. Zwar hätten sich in seinen Schriften – wie Ingeborg Baldauf z. B. für Ağamalıoğlus Alphabetpropaganda bemerkt hat  – mühelos Passagen finden lassen, die als „Rechts-“ oder „Linksabweichungen“ Anlass zu einer öffentlichen Verurteilung seiner Person gegeben hätten. Die Tatsache, dass es noch zu Beginn der 40er Jahre Kolchosen und eine Straße in Baku gab, die seinen Namen trugen, lassen solch eine Verurteilung aber als wenig wahrscheinlich erscheinen. In der Izvestija wurden 1941 mehrere Artikel veröffentlicht, in denen ein nach Ağamalıoğlu benannter Öltanker Erwähnung fand. Dieser lief am 2. März 1941 nach gelungener Reparatur zusammen mit den auf die Namen zweier enger Stalin-Vertrauter getauften Tankern Berija und Kaganovič aus dem Hafen von Baku – eine symbolische Ehre, die einem Volksfeind wohl nicht gewährt worden wäre.
Dennoch scheint auch im Fall Ağamalıoğlus eine Beschäftigung mit dessen Person erst mit Beginn der Rehabilitation von repressierten Kommunisten nach Stalins Tod eingesetzt zu haben. So erschien im November 1957 in einer dem 40-jährigen Jubiläum der Oktoberrevolution gewidmeten Ausgabe der Zeitschrift Azərbaycan sosyalist kənd təsərrüfatı (Aserbaidschanische sozialistische Landwirtschaft) eine kleine Artikelserie, in der neben der Rolle des jüngst exkulpierten Nərimanov auch die Ağamalıoğlus als erstem Landwirtschaftskommissar in einer kurzen biographischen Skizze gewürdigt wurde.

## Schriften Ağamalıoğlus (Auswahl)
Ağamalıoğlu veröffentlichte während der 20er Jahre eine Reihe von kleineren Schriften, in denen er seine negative Sicht auf die traditionelle muslimische Kultur der Turkvölker der Sowjetunion darlegte und die Anwendung radikaler Maßnahmen zu ihrer Überwindung forderte, bzw. verteidigte.

### Auf Aserbaidschanisch
- Türk aləmində mədəni məsələlər [Kulturelle Fragen in der türkischen Welt], Baku 1924 [in arabischer Schrift].
- Iki mədəniyyət [Zwei Kulturen], Baku 1927.
- Əlmdən və tarixdən [Von Wissenschaft und Geschichte], Baku 1927.
- Namus, Baku 1929.

### Auf Russisch
- Kuda my idem? (O novom tjurkskom alfavite) [Wohin gehen wir? (Über das Neue Türkische Alphabet)], Baku 1924.
- Neotložnye nuždy tjurko-tatarskich narodov [Unaufschiebbare Bedürfnisse der turko-tatarischen Völker], Baku 1925.
- Dve kul'tury [Zwei Kulturen], Baku 1927.
- V zaščitu novogo tjurkskogo alfavita [Zur Verteidigung des Neuen Türkischen Alphabetes], Baku 1927.
- Namus v zatvorničeskich obščestvach musul'manskogo mira [Namus in den abgeschlossenen Gesellschaften der muslimischen Welt], Baku 1929.